# 阿里翁·伊布拉希莫维奇
阿里翁·伊布拉希莫维奇（2005年12月11日—）是一位科索沃裔德国足球运动员，自2018年起加盟拜仁慕尼黑青训营，司职中场。現時被德甲球隊拜仁慕尼黑外借至德甲球隊海登海姆。他也代表各级德国国家足球青年队参加国际比赛。

## 足球生涯

### 俱乐部经历
伊布拉希莫维奇自幼是在格罗伊特菲尔特接受足球训练，至2014年转投纽伦堡足球俱乐部青训营。2018年，时年12岁的伊布拉希莫维奇正式加盟拜仁慕尼黑青训营。其天赋和技术给人留下了深刻的印象，以至于他在14岁时便升入U-17梯队。一年后，他在主教练尤利安·纳格尔斯曼的指导下完成首次职业训练。自2020-21赛季起，伊布拉希莫维奇成为了拜仁U-19梯队的成员，并随队参加了U-19德甲联赛和欧洲青年联赛。由于一线队因新冠病毒疫情而造成减员，伊布拉希莫维奇曾于2022年初被临时召入拜仁慕尼黑的职业阵容，并跟随一线队参与了训练，但未能获得出场机会。2022年9月，他被英国《卫报》评为2005年出生的全球最佳球员之一。
2023年1月13日，伊布拉希莫维奇连同拜仁青训球员约翰内斯·申克、塔雷克·布赫曼、优素夫·卡巴达伊和洛夫罗·兹沃纳雷克一起，在对阵奥地利俱乐部萨尔茨堡红牛的友谊赛中首次代表拜仁慕尼黑成年队参赛，他于下半场替换贾马尔·穆西亚拉出场，并在1–3落后的情况下为球队射入第二球，比赛最终以4比4战平。几天后，即2023年1月17日，伊布拉希莫维奇与拜仁慕尼黑续约至2025年，同时全面晋升至一线队。
2023年2月11日，年仅17岁零63天的伊布拉希莫维奇在拜仁慕尼黑主场以3比0战胜波鸿的比赛中，于第77分钟替换勒鲁瓦·萨内登场，完成了德甲首秀。这也使他成为拜仁俱乐部历史上第二年轻的德甲参赛者，仅次于保罗·万纳（16岁零15天）。

### 国家队经历
2020年，伊布拉希莫维奇曾入选德国U-16青年队出战两场，均未取得进球。2021年8月，他在对阵波兰的友谊赛中首次代表德国U-17青年队出场。在2022年欧洲U-17足球锦标赛预选赛期间，伊布拉希莫维奇参加了全部六场比赛，并射入3球。至随后于2022年5月和6月在以色列举行的决赛圈阶段中，他三度出场射入1球，但在四分之一决赛时被最终的冠军法国队淘汰（点球大战4-5）。整体而言，伊布在17岁以下国家队共出战十三场并射入9球。自2022年9月以来，他一直为德国U-18青年队效力，截至2023年2月已在六场比赛中射入2球。

## 个人生活
阿里翁·伊布拉希莫维奇出生于德国，父母是来自普里兹伦的科索沃人。尽管姓氏相同，但他与瑞典足球运动员兹拉坦·伊布拉希莫维奇并无血缘关系。比阿里翁大两岁的长兄伦纳德（Leunard）也是一位业余足球运动员。